# Girolamo Saladini
Girolamo Saladini (Lucca, 22 de julho de 1735 – Bolonha, 1 de junho de 1813) foi um matemático italiano. Foi um dos mais destacados pupilos do matemático italiano Vincenzo Riccati, com quem teve produtiva colaboração: escreveram conjuntamente a obra Institutiones Analyticae em três volumes, publicada em Bolonha em 1765-1767 pelo publicista Stamperia di San Tommaso d'Aquino. Saladini editou a tradução para o italiano, publicada em 1775 pelo mesmo publicista.
Em um livro de memórias escrito por ele mesmo e datado de 1808, intitulado Sul principio delle velocità virtuali, a partir do trabalho realizado pelos matemáticos Vittorio Fossombroni e Vincenzo Angiulli, tentou provar o princípio dos trabalhos virtuais (PTV), tentando evitar as principais dificuldades, incluindo a presença de restrições.

## Obras
- Elementa geometriae infinitesimorum (em latim). Bologna: Stamperia di S. Tommaso d'Aquino Bologna. 1760
- Nuovo metodo delle proporzioni geometrica, aritmetica ed armonica. Bologna: [s.n.] 1761
- Girolamo Saladini; Vincenzo Riccati (1765). Insitutiones analyticae (em latim). Bologna: Stamperia di S. Tommaso d'Aquino Bologna
- Intorno ad un nuovo metodo di determinare l'orbite delle comete. [S.l.]: Stamperia di S. Tommaso d'Aquino Bologna. 1770
- Compendio d'analisi. In Bologna: Stammperia di S. Tommaso d'Aquino Bologna. 1775
- Sul principio delle velocità virtuali, Memoria dell'Istituto Nazionale Italiano, t. II, par. la, pp. 399–420, Bologna, 1808.